# Jessica Dismorr

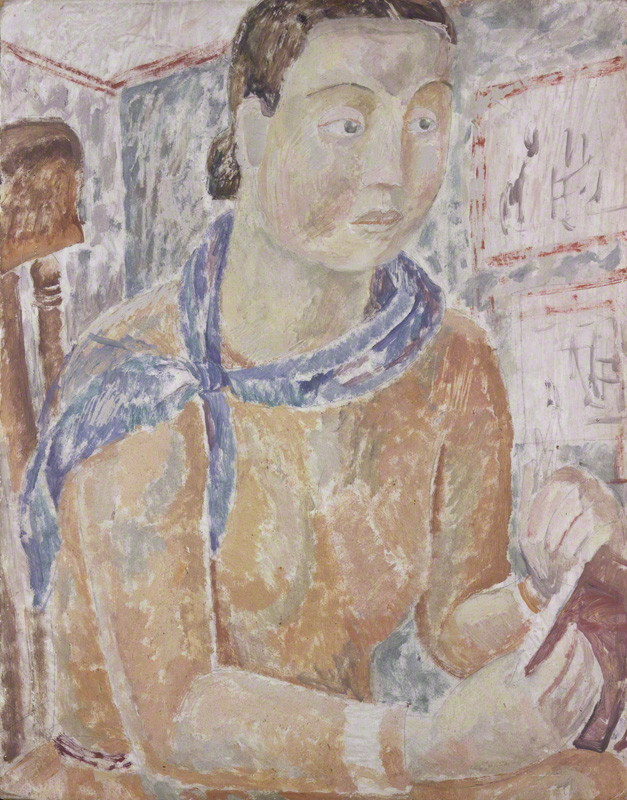
Selbstbildnis, 1929

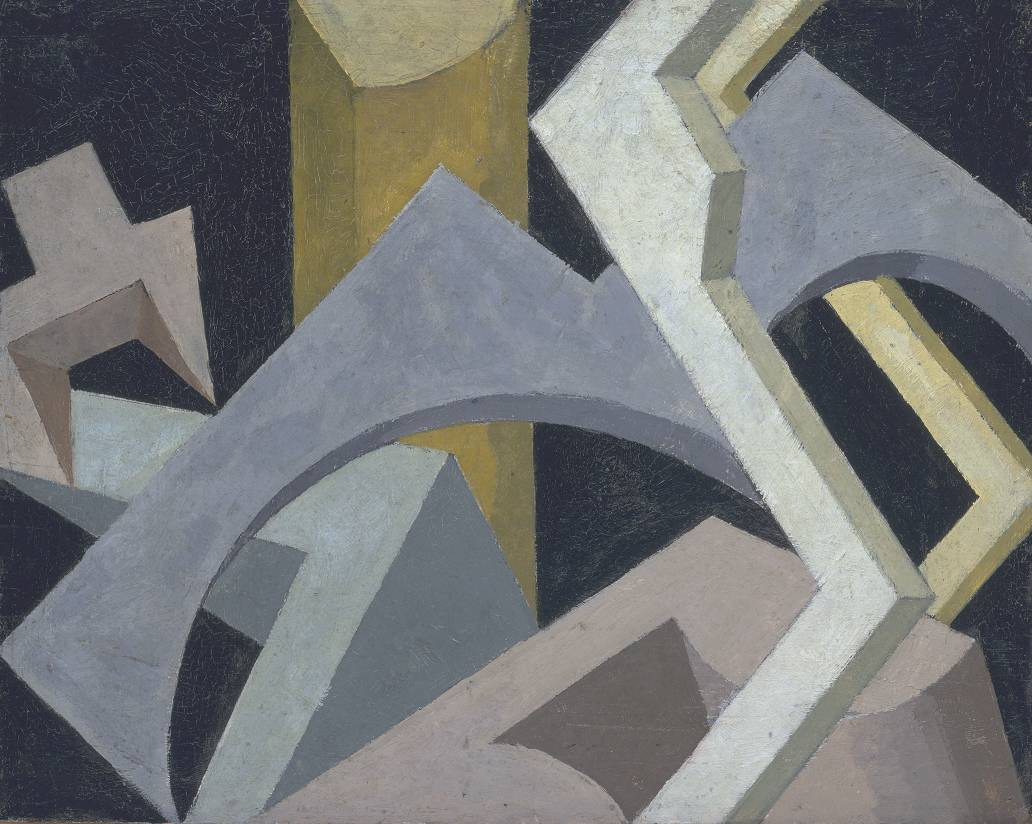
Abstrakte Komposition um 1915

Jessica Stewart Dismorr (* 3. März 1885 in Gravesend, Grafschaft Kent; † 29. August 1939 in London) war eine englische Malerin, eine von zwei in der Vortizismus-Bewegung aktiver Frauen.
Jessica Dismorr wurde in die Familie eines reichen Unternehmers John Stewart Dismorr geboren. Bald nach ihrer Geburt zog ihre Familie nach Hampstead.
Sie studierte Malerei, anfangs 1902–1903 in der Slade School of Fine Art in London, danach bei Max Bohm (1868–1923) in Étaples und 1910–1913 an der Académie de la Palette in Paris bei Jean Metzinger, wo sie den Schottischen Koloristen um John Duncan Fergusson beitrat.
Sie zeigte erstmals ihre Werke im Oktober 1912 in der Stafford Gallery in London. Sie zeigte auch in der Allied Artist’s Association ihre vom Fauvismus beeinflussten Bilder, die während ihres Studiums an der Académie de la Palette entstanden.
1914 unterzeichnete się das Manifest der Vortizismus-Bewegung, das in der Zeitschrift „Blast“ erschien. Sie nahm 1917 an der Ausstellung der Vortizisten in New York teil.
Während des Ersten Weltkrieges war sie in Frankreich als Krankenschwester tätig. In Folge der Kriegserlebnisse erlitt sie 1920 einen Nervenzusammenbruch. Danach blieb sie in London.
In den 1930er Jahren beschäftigte sie sich mit der abstrakten Malerei. Sie veröffentlichte ihre Werke 1937 im Axis Magazine.
Zwei Tage vor dem Ausbruch des Zweiten Weltkriegs beging sie Suizid.